# Cercle des patineurs liégeois
Le Cercle des patineurs liégeois est un club de hockey sur glace, de patinage de vitesse et de patinage artistique de Liège.

## Histoire
Fondé en 1939 lors de la création de la patinoire de Coronmeuse où la formation évoluait avec bien d'autres clubs de la cité ardente tels que le Standard de Liège, le Liège IHC, l'Étoile du Sud et le Cramignon liégeois.
Le club devient l'un des plus importants et populaires dans les années 1960 à un point tel que, que ce soit dans la patinoire de Coronmeuse ou à l'extérieur, le CPL remplissait tous les stades. C'est lors de cette période que le CPL remporta ses 10 titres de champion.
Les gens venaient voir les spectaculaires hockeyeurs liégeois qui furent même renforcés par des hockeyeurs québécois.
Finalement, ce sport, comme beaucoup d’autres à l’époque[Quand ?], est devenu professionnel et le CPL n’a pu suivre financièrement.  
En 1988, le club fusionne avec les Liège Beavers, ce qui donnera le CPL Buffalo.
Par la suite, la section E
hockey club disparut.
Entre 1977 et 1983,le club se dénomma LIHC Liège Ice Hockey Club

## Sections
- Cercle des patineurs liégeois (CPL)
- Cercle des Patineurs de vitesse de Liège (CPVL)
- Cercle des patineurs liégeois Artistique (CPLA)

## Palmarès
- Championnat de Belgique (10)[3] : 1949, 1955, 1960, 1961, 1963, 1964, 1965, 1972, 1973 et 1974.